# Jalanash (meteoryt)
Jalanash – meteoryt kamienny należący do achondrytów z grupy ureilitów, jego spadek zaobserwowano 15 sierpnia 1990 roku w zachodnich rejonach Mongolii. Na miejscu spadku zebrano w sumie 700 g materii meteorytowej.